# Associação Black Bulls
A Associação Black Bulls é uma agremiação de futebol moçambicana baseada na Matola.
Em 2020 faria a sua estreia no Moçambola (primeira divisão do país), depois de vencer o Grupo Sul da segunda divisão no ano anterior. A pandemia de COVID-19, no entanto, forçou o cancelamento do Moçambola 2020. A estreia oficial do Black Bulls na primeira divisão foi com vitória sobre o Ferroviário de Nampula por 2 a 1, acabando por vencer a edição de 2021 do Moçambola.
O clube disputa os seus jogos no Complexo Desportivo de Tchumene, que possui capacidade para 8.000 pessoas.

## Títulos
- Moçambola: 2021,[5] 2024[carece de fontes?]
- Taça de Moçambique: 2023[7]